# Eleonora Korycińska
Eleonora Korycińska (ur. 1 listopada 1882 w Łęczycy, zm. 5 sierpnia 1923 w Wilnie) – polska aktorka teatralna.

## Życiorys
Debiutowała w 1902 w Łodzi. Występowała przez krótkie okresy w zespołach teatru objazdowego Czesława Wiśniewskiego, a także teatru polskiego w Kijowie (1916) i teatru w Płocku (1918) oraz w różnych latach z teatrem wileńskim. W latach 1921–1923 należała do zespołu Teatru Polskiego w Wilnie. Uważana była za aktorkę charakterystyczną. Wystąpiła m.in. w rolach: Czepcowej (Wesele), Fiutasowej (Dzieje salonu), Lali Paluszczak (Gobelin) i Manię Pryszcz (Stare Miasto). 
Należała do Związku Artystów Scen Polskich. Została pochowana na cmentarzu Bernardyńskim w Wilnie.